# Quinn Novak
Quinn Novak is een avontuurlijke Belgische stripreeks van het duo James en Vanon, de stripscenarist James Vandermeersch en tekenaar Patrick Van Oppen.

## Auteurs
- Vanon - James Vandermeersch is onder meer bekend van de Nederlandse politieserie 'De Vries' en 'Aspe'.
- James - Patrick Van Oppen heeft meer dan 200 vertaalde stripalbums op zijn palmares staan.

## Scenario
Quinn Novak is fotograaf van een maandblad voor geschiedenisfans. Tijdens zijn reportages verzeilt hij in diverse avonturen die een combinatie zijn van historische feiten en een stukje fantasie.
Het eerste album 'De Maankoning' start op een boekenmarkt in Parijs waar hij in het bezit komt van oude documenten van de componist Wagner. Het avontuur brengt Quinn en de knappe agente Cheyenne naar het Duitse Beieren. Hier worden historische sites van koning Ludwig II van Beieren waaronder Slot Linderhof en Slot Neuschwanstein bezocht en in mooie kleurrijke details uitgetekend. Het album sluit af met een historisch dossier om de feiten duidelijk van de fictie te kunnen onderscheiden.

## Albums
De planning is om er een 7-delige reeks van te maken.
1. De Maankoning - Le Roi Lune (2021). ISBN 9782931033401.
2. Dit album is in voorbereiding [2]

## Publieke financiering
Het eerste album werd gefinancierd via crowdfunding acties op verschillende platformen.
- Quinn Novak - De Maankoning. Voordekunst.nl.
- Quinn Novak - De Maankoning. Ulule.com.